# غوري (النيجر)
غوري (بالفرنسية: Gouré)‏ هي إدارة في النيجر، تقع في منطقة زيندر، بلغ عدد سكانها 327,818  نسمة وذلك حسب إحصائيات سنة 2012، عاصمتها جور ‏.

## التاريـــخ
بعد استقلال «جمهورية النيجر» عام 1960، تم تقسيم الأراضي الوطنية إلى 32 مقاطعة (دوائر). كان أحدهم مقاطعة جوري. في عام 1964، قسم الإصلاح الإداري النيجر لسبع مقاطعات، محل المناطق السابقة، و32 دائرة، محل الإدارات السابقة. نتيجة لذلك، تم تحويل منطقة غوري إلى «دائرة غوري».
في عام 1998، تم تحويل الدوائر السابقة بالنيجر إلى أقسام، يرأس كل منها محافظ معين من قبل مجلس الوزراء. وتم تقسيم الدائرة إلى بلديات منذ عام 2002. في السابق، كانت تتألف من المركز الحضري لجوري ، وكانتونات جوري، وألكوس، وبوني، وجامو، وكيلي / كوتوس، إضافةً للمنطقة المتبقية. في عام 2011، تم فصل منطقة تاكسير من قسم جوري كإدارة منفصلة.

## التقسيم الإداري
بحسب القانون 2002-014 بتاريخ 11 يونيو 2002 «بإنشاء البلديات» والقانون 2002-016 بتاريخ 11 يونيو 2002 «بإنشاء المجتمعات العمرانية لمارادي وتاهوا وزيندر»، تنقسم المنطقة لـ 6 بلديات، منهم بلدية حضرية «غوري» و5 بلديات ريفية تضم القرى والتجمعات الريفية والحضرية والمخيمات.
| البلـديـة  | المساحة   | المركز الإداري | عدد السكان (إحصاء 2022) | ذكور   | إناث   | عدد السكان (تعداد 2012) | ذكور   | إناث   | التقسيمات والقرى                                                                                      |
| ---------- | --------- | -------------- | ----------------------- | ------ | ------ | ----------------------- | ------ | ------ | --- |
| غوري       | 4،274 ڪم٢ | غوري           | 105،717                 | 52،727 | 52،990 | 73،732                  | 37،808 | 35،924 | تتكون من منطقة ريفية وتضم 175 تجمع منهم 66 قرية و101 قرية صغيرة و8 مخيمات، ومنطقة حضرية تضم 10 مناطق. |
| ألاكوس     |           | جارازو         | 27،527                  | 13،730 | 13،797 | 19،199                  | 9،313  | 9،886  | 50 تجمع منهم 30 قرية و13 قرية صغيرة و1 مخيم و6 نقاط مياه.                                             |
| بوني       |           | بوني           | 106،837                 | 53،286 | 53،551 | 74،513                  | 36،988 | 37،525 | 233 تجمع منهم 121 قرية و93 قرية صغيرة و15 مخيم و4 نقاط مياه.                                          |
| جامو       |           | بيرني كازوي    | 33،290                  | 16،604 | 16،686 | 23،218                  | 11،745 | 11،743 | تضم 31 تجمع منهم 26 قرية و5 قرى صغيرة.                                                                |
| جويدي جوير |           | جويدي جوير     | 89،944                  | 44،861 | 45،083 | 62،731                  | 30،966 | 31،765 | تضم 193 تجمع منهم 115 قرية و78 قرية صغيرة.                                                            |
| كيلي       |           | كيلي           | 106،710                 | 53،223 | 53،487 | 74،425                  | 37،428 | 36،997 | تضم 254 تجمع منهم 71 قرية و166 قرية صغيرة و15 مخيماً ونقطتي مياه.                                      |

### السكان
بلغ عدد سكان المنطقة حسب تعداد 2012 نحو 327،818 نسمة منهم 164،248 ذكور و163،570 إناث، وبلغ عدد الأسر 56،344 أسرة منهم 49،132 أسرة بالريف، بينما بلغ عدد السڪان حسب إحصاء 2022 نحو 
470،025 نسمة منهم 234،034 ذكور و235،595 إناث. أغلب السكان هم من التبو  ويتحدثون لغة «دازاغا».

## رؤساء الإدارة
يتم تعيين رئيس للمنطقة «محافظ» من قبل مجلس الوزراء بناءً على اقتراح من وزير الداخلية.
| رئيس الإدارة          | الفترة                        |
| --------------------- | ----------------------------- |
| باغالي سولي حسن إيبون | 15 أبريل 2010 - 3 يونيو 2011  |
| علي رناو              | 3 يونيو 2011 - 29 يوليو 2016  |
| ساني ناصارو           | 29 يوليو 2016 - 26 يوليو 2019 |
| محمد محمدو            | 26 يوليو 2019                 |